# 莫相
莫相（15世紀—16世紀），字廷佐，號葵山，廣西梧州府鬱林州興業縣人，明朝政治人物。

## 生平
莫相是弘治十一年（1498年）戊午科廣西鄉試舉人，授亦佐知縣，陞韶州通判，正德末年任惠州同知有能名，代理府事時督學下令彙報諸生評級，他不曾承風旨私下毀譽，士子得到依靠，適逢督府下令領兵剿滅盜賊，他多次捕斬有功，卻因縣主簿朱律一事牽連降職，離任當天士民感泣，為他立碑頌德，不久他復為廣州同知，遷廣東按察司僉事，任內有名聲，招降猖獗的海寇，再起為四川按察司僉事，以年老歸辭官回鄉。

## 引用
1. 1 2  乾隆《興業縣志·卷七·人物》：莫相，字廷佐，號葵山，宏治戊午舉人，任雲南亦佐縣知縣，累進廣東僉事，所至有聲，時海寇猖獗，相躬撫諭賊歸款，後居林下數年，見之者無貴賤賢愚皆愛敬焉，起為四川僉事，以年老歸。
2. ↑  光緒《惠州府志·卷二十九·人物 名宦上》：莫相，廣西興業人，由舉人厯韶州通判，正德末同知惠州有能名，攝郡時督學令疏諸生臧否，相未嘗承風旨私毀譽，士類賴之，會督府檄領兵剿劇賊，屢捕斬有功，以縣簿朱律事相連左遷，去之日士民感泣立碑頌德焉，尋復廣州同知，遷廣東按察僉事。